# North Syracuse
North Syracuse es una villa ubicada en el condado de Onondaga en el estado estadounidense de Nueva York. En el año 2000 tenía una población de 6,862 habitantes y una densidad poblacional de 1,349.9 personas por km².

## Geografía
North Syracuse se encuentra ubicada en las coordenadas 43°8′0″N 76°7′56″O / 43.13333, -76.13222.

## Demografía
Según la Oficina del Censo en 2000 los ingresos medios por hogar en la localidad eran de $37,031, y los ingresos medios por familia eran $47,853. Los hombres tenían unos ingresos medios de $36,292 frente a los $24,484 para las mujeres. La renta per cápita para la localidad era de $18,906. Alrededor del 10.2% de la población estaban por debajo del umbral de pobreza.